# Algemeen Reglement op de Elektrische Installaties
Het Algemeen Reglement op de Elektrische Installaties (AREI) bevat een reeks voorschriften waaraan elektrisch materieel en elektrische installaties in België moeten voldoen. De Nederlandse tegenhanger is de NEN 1010.

## Geschiedenis
Het AREI is ontstaan uit het Algemeen Reglement voor de Arbeidsbescherming (ARAB). Omdat de bepalingen uit titel III verouderd waren werd besloten om een apart reglement met voorschriften in te voeren voor het elektrisch materieel en elektrische installaties. Het AREI werd in 1981 bindend verklaard door twee Koninklijke Besluiten die elk betrekking hadden op een toepassingsgebied.
Sinds 1 juni 2020 een volledige aanpassing ondergaan en onderverdeeld in 3 boeken:
- BOEK 1: Laagspanning
- BOEK 2: Hoogspanning
- BOEK 3: Transmissie en distributie van elektrische energie.

Algemeen Reglement op de elektrische installaties (AREI) - Boeken 1, 2 en 3 | FOD Economie (fgov.be)

## Toepassingsgebieden
De bepalingen van het AREI hebben twee toepassingsgebieden:
1. De elektrische huishoudelijke installaties en de elektrische installaties van inrichtingen die geen elektriciteitsdienst hebben (geldig voor alle nieuwe uitvoeringen en belangrijke wijzigingen aan uitvoeringen sinds 1 oktober 1981). Omtrent arbeidsveiligheid is er ook het KB 2012. Dit koninklijk besluit stelt specifieke eisen voor elektrische installaties, met name gericht op arbeidsplaatsen. Het KB 2012 is een uitvoering van de Europese richtlijn inzake minimumvoorschriften voor veiligheid en gezondheid op het werk (richtlijn 89/391/EEG en 2009/104/EG). In essentie werkt het KB 2012 samen met het AREI om de veiligheid van elektrische installaties op arbeidsplaatsen te waarborgen door het AREI als technische basis te gebruiken en aanvullende eisen te stellen voor arbeidsomstandigheden.[1]
2. De ondergrondse en bovengrondse elektrische lijnen van transport en verdeling van energie op openbaar gebied en de elektrische installaties van inrichtingen die wel een elektriciteitsdienst hebben (geldig voor alle nieuwe uitvoeringen en belangrijke wijzigingen aan uitvoeringen sinds 1 oktober 1983)

Oudere installaties, die nog onder het toepassingsgebied van het ARAB vallen, mogen aangepast worden aan de voorschriften van het AREI. Dit mag geen gevaar inhouden voor de veiligheid van personen.
Vallen niet onder het AREI:
- Installaties van spoorwegen, metro, tram en trolleybus;
- Installaties van de militaire overheid; -signalisatie-installaties NMBS;
- Telecommunicatie-installaties van RTT en defensie van het land;
- Installaties op schepen;
- Installaties voor luchtnavigatie;
- Elektrische uitrusting van motorvoertuigen;
- Ondergrondse installaties van mijnen;
- Installaties voor informatica;
- Installaties voor teledistributie

### Inhoud
Het reglement wordt regelmatig aangepast. Voor de laatste stand van zaken kan men altijd informeren bij de erkende keuringsorganismen die de elektrische installatie na de werken moeten komen keuren.
Enkele belangrijke regels voor huishoudelijke elektrische installaties van na 1981 zijn:

#### Aarding
De weerstand van de aarding bedraagt maximaal 30 Ω. Er moet één algemene verliesstroomschakelaar geplaatst worden en één op elke kring met wasinstallatie, droogkast of badkamer. Bedraagt de aardweerstand 30-100 Ω dan moeten bijkomende verliesstroomschakelaars op elke stroombaan worden geplaatst. Is zij hoger dan 100 Ω dan wordt de installatie altijd afgekeurd.
Bij nieuwbouw wordt een aardingslus in de fundering aangelegd van (verlode) koperdraad met een minimale doorsnede van 6 mm² en een maximale doorsnede van 50 mm². Bij renovatie worden aardelektrodes in de grond bijgeslagen, wanneer de spreidingsweerstand van de aardingsinstallatie niet toereikend is. Deze mogen niet te kort bij elkaars positie worden geslagen en worden met de aarding van de installatie verbonden door een T-klem. De aardingsdraad van de T-klem naar de zekeringskast moet ten minste 6 mm² zijn.
Een aardingsdraad moet altijd geelgroen zijn. Deze aardingsdraad van 6 mm² moet ook de hoofdequipotentiaal verzorgen, met name:
- aarding gas- en waterleidingen
- aarding leidingen centrale verwarming
- alle andere metalen leidingen
- metalen constructie van het gebouw

In badkamers is een bijkomende equipotentiaal van 2,5 mm² vereist (indien deze niet mechanisch beschermd is door middel van b.v.: een buis: 4 mm²) die alle aanraakbare metalen delen verbindt (badkuip, douchebak, waterleidingen, radiator, ...)

#### Elektrisch verdeelbord
Het elektrisch verdeelbord dient beveiligd te worden met een aardlekschakelaar van maximaal 300 mA. Een bijkomende schakelaar van maximaal 30 mA moet geplaatst worden voor de stroombanen van de zogenaamde natte kringen (badkamer, vaatwasser, wasmachine en droogkast). In geval van een slechte aardingsinstallatie (30-100 Ω) moeten er nog extra aardlekschakelaars worden bijgeplaatst.

#### Leidingen
De blauwe kleur is voorbehouden voor de nulgeleider in een net 3N400V. In een net zonder nulgeleider mag deze als fase gebruikt worden ook. De geelgroene kleur is voorbehouden voor de aarding. De doorsnede van leidingen bedraagt minimaal:
- voor licht: 1,5 mm²
- voor stopcontacten: 2,5 mm²
- gemengde stroombaan (licht én stopcontacten): 2,5 mm²
- elektrisch fornuis of wasmachine, driefasig: 4 mm²
- elektrisch fornuis of wasmachine, enkelfasig: 6 mm²

Per stroombaan mogen slechts 8 enkelvoudige of meervoudige stopcontacten geplaatst worden. Bij gemengde stroombanen (licht én stopcontacten) wordt elk lichtpunt als een stopcontact aangezien. Alle stopcontacten moeten geaard zijn en kinderbeveiliging hebben in huiselijke installaties of installaties met uitwendige invloedsfactor BA2 (inrichting voor kinderen), tenzij de installatie voldoet aan de afwijkende beschikkingen uit artikel 278.

#### Automaten of zekeringen
Bij elke leiding van een bepaalde doorsnede horen automaten of zekeringen met een maximale waarde. Wordt toch een automaat geplaatst met een hogere waarde dan toegelaten, dan bestaat het gevaar dat een té grote stroom door de leidingen vloeit zonder dat de automaat afspringt waardoor de leidingen gaan smelten en er brandgevaar is. Dit is de te volgen richtlijn voor huishoudelijk installaties:
| Doorsnede (mm²) | Nominale stroom installatieautomaat (A) | Nominale stroom smeltveiligheid (A) |
| --------------- | --------------------------------------- | ----------------------------------- |
| 1,5             | 16                                      | 10                                  |
| 2,5             | 20                                      | 16                                  |
| 4               | 25                                      | 20                                  |
| 6               | 40 / 32                                 | 32 / 25                             |
| 10              | 63                                      | 50                                  |
| 16              | 80                                      | 63                                  |
| 25              | 100                                     | 80                                  |
| 35              | 125                                     | 100                                 |

#### Vochtige ruimten
In vochtige ruimten zoals badkamers, sauna's, zwembaden gelden strenge afstandregels voor het plaatsen van elektrisch materiaal. Badkamers e.d. worden opgedeeld in 'volumes';
- Volume0: Het inwendige volume van de badkuip of van de stortbadkuip.
- Volume1: Het volume boven de badkuip tot 2,25 m. Indien een douche niet voorzien is van een kuip wordt deze vervangen door een cirkel met een straal van 60 cm.
- Volume2: Het volume buiten volume1 dat verticaal begrensd wordt op 60 cm van de grens van volume1 (zelfde hoogte als volume1).
- Volume3: Het volume buiten volume2 dat begrensd wordt op een afstand van 2,40 m van volume2 (zelfde hoogte als volume1).

| Uitwendige invloeden               | Volume0 | Volume1 | Volume2 | Volume3 |
| ---------------------------------- | ------- | ------- | ------- | ------- |
| Aanwezigheid van water             | AD7     | AD4/AD5 | AD4     | AD2     |
| Toestand van het menselijk lichaam | BB3     | BB3     | BB2     | BB2     |
| Contact met de aardpotentiaal      | BC4     | BC3     | BC3     | BC2     |

AD-codes bepalen mede de IP-code voor het materiaal dat gebruikt mag worden.
BB-codes bepalen de toestand van het menselijk lichaam.
BC-codes bepalen de klasse van het contact die mogelijk is.
BB en BC codes dienen om de kabels te bepalen die gebruikt mogen worden.